# سنبل جنگلی دوبرگ
سنبل جنگلی دوبرگ (نام علمی: Platanthera bifolia) نام یک گونه از سرده سنبل جنگلی است.